# Multivers
Cet article concerne le multivers en sciences. Pour ce concept dans la fiction, voir Multivers dans la fiction.
Pour les articles homonymes, voir Multivers (homonymie).
Ne doit pas être confondu avec métavers.
 (avril 2021).
En sciences, le multivers est l'ensemble des univers présents concurremment, dans le cadre d'une théorie cosmologique donnée.

## Historique
L'idée d'univers multiples se rencontre pour la première fois chez le philosophe grec Anaximandre (VIe siècle av. J.-C.).
Nicolas de Cues (Docte Ignorance, 1440) ainsi que Giordano Bruno (L'Infini, l'univers et les mondes, 1584) « évoquent des mondes distincts les uns des autres. » Toutefois, Bruno ne concevait pas l'existence d'une multitude d'univers, mais soutenait plutôt que l'univers était infini et dépourvu de centre, incluant une multitude de mondes centrés sur leur étoile. Pour lui, ces mondes n'étaient accessibles et visibles que pour leurs habitants, idée qui sera reprise près de quatre siècles plus tard dans la notion d' « univers multiples ». Au début du XVIIIe siècle, le philosophe Leibniz propose une théorie des « mondes possibles », dans un contexte théologique. Il développe l'idée que Dieu en son entendement conçoit d’autres mondes possibles, parmi lesquels il a choisi le meilleur, qui est le nôtre.
Le mot « multivers » est employé pour la première fois en français en 1912 par le philosophe Jean Bourdeau commentant l'œuvre du romancier de science-fiction J.-H. Rosny aîné : « Il ne faut plus parler d'Univers qui n'a rien d'unique ! Vive le Plurivers ou le Multivers ! » Cependant, cet usage reste longtemps isolé.
À partir des années 1930, il existe deux nouvelles grandes théories physiques déjà bien établies : d'un côté, la relativité générale, qui décrit le comportement de la matière à l'échelle cosmique, ainsi que le mécanisme de la gravité, et de l'autre, les hypothèses et les théories de la physique quantique, qui décrivent le comportement des particules atomiques et subatomiques, ainsi que les forces s'exerçant à cette échelle (électromagnétisme, force nucléaire forte et force nucléaire faible). Le problème qui s'est posé alors à des physiciens comme Einstein, Niels Bohr ou Schrödinger a été celui du rapprochement de ces deux types de théories qui prétendaient chacune proposer une conception valide du comportement de l'univers tout en entier. Or, à l'échelle cosmique, comme à l'échelle macroscopique, la nature semble ne pas pouvoir être comprise à partir des mêmes règles que celles qui décrivent le comportement des particules élémentaires, à l'échelle subatomique.

### Points de départ: mécanique quantique et cosmologie
La « théorie des mondes multiples » présentée et développée dans les années 1950 par le physicien américain Hugh Everett constitue une tentative de résolution du problème de la superposition des états quantiques (cf. le chat de Schrödinger). Elle suppose que notre monde coexiste avec de nombreux autres univers, qui se divisent continuellement en univers divergents, différents et inaccessibles entre eux. D'après Everett, chaque monde contient une version unique de chaque personne (chaque observateur) qui vit une situation différente au même moment du temps[réf. incomplète].
Indépendamment, en cosmologie, les recherches à propos de l'inflation cosmique dans les années 1980, théorie initiée par Alan H. Guth (né en 1947, Massachusetts Institute of Technology)  puis complétée par Andreï D. Linde (né en  1948, Stanford University) et Alexander Vilenkin (né en 1949, Tufts University), ont amené  à supposer l'existence d'une « inflation éternelle ». Selon cette théorie, il se peut qu'il y ait un nombre infini d' « univers bulles » produits de cette manière, sans connexions les uns avec les autres, ou de façon très marginale. Cela est même quasiment inévitable si on prend en compte les fluctuations quantiques dans cette théorie. Dans ce cas, il n'y a aucune raison de penser que les lois de la physique soient les mêmes dans chaque univers, et il existerait ainsi bien plus d'univers que d'univers concevables par nous.
Toutefois Alan Guth admet que si l'inflation peut être considérée comme éternelle dans le futur, il n'en va pas de même en direction du passé, si bien que cela ne résout pas le problème de l'origine. "Although inflation is generically eternal into the future, it is not eternal into the past".

## Définitions
Tout d'abord, ainsi que le souligne Leonard Susskind, d’autres termes que multivers ont été proposés pour nommer la notion d’une multitude d’univers. Par exemple : megavers, plurivers. Mais multivers est celui qui semble s’être définitivement imposé.
Pour donner un sens à la notion de "multitude d'univers", il est nécessaire de bien définir d'abord la notion d'univers. Le physicien et philosophe Aurélien Barrau propose une définition d'un univers, par rapport à l'hypothèse des univers multiples ou multivers:
« Le concept d’Univers est ici utilisé suivant la pratique usuelle en cosmologie physique. Il ne réfère pas à l’universum, c’est-à-dire à la totalité, au « tout entier » (auquel cas la notion d’univers multiples serait une contradiction dans les termes), mais à l’ensemble de ce qui a pu exercer une influence sur un point donné. Notre univers est ainsi une sphère centrée sur la Terre et dont le rayon est de l’ordre de 45 milliards d’années-lumière. »

## Approche scientifique
Si son existence ne prête pas à la critique en tant qu'abstraction, des physiciens quantiques comme David Deutsch le créditent d'une existence réelle et affirment que cette notion explique de façon simple et intuitive, bien qu'audacieuse, des phénomènes autrement mal interprétables. S'il faut distinguer la contrafactualité en physique de la contrafactualité logique, des métaphysiciens tels que David Lewis soutiennent aussi l'existence réelle des mondes possibles. Il faut en rapprocher le « principe de fécondité » du philosophe américain Robert Nozick.
Le cosmologiste américain Max Tegmark a établi une classification des différentes théories de multivers possibles selon quatre niveaux.
1. Le premier niveau conçoit qu’au sein même de notre unique univers, on peut concevoir une multitude d’univers dont nous n’avons pas la connaissance puisqu’ils excèdent notre horizon cosmologique,  lequel correspond à la limite d'où aucun signal, de quelque nature que ce soit, ne peut être reçu du fait du caractère fini de la vitesse de la lumière et de l'expansion de l'univers[18]. Il ne s’agit pas en fait d’univers réellement distincts, mais comme autant d’univers définis par les observateurs qui en occupent le centre, et séparés les uns des autres par des distances qui excèdent les horizons cosmologiques propres à chaque univers. Dans ce multivers, les lois physiques internes à chaque univers demeurent évidemment les mêmes.
2. Le second niveau est le multivers issu de la théorie de l’inflation d’Alan Guth, qui postule, à l'origine de l'univers, une inflation soudaine et extraordinairement puissante, ce qu'on nomme le big bang, conséquence d'une force gravitationnelle initialement répulsive[19], ultérieurement modifiée par Andreï Linde et Alexander Vilenkin, lesquels conçoivent que cette inflation se poursuit éternellement (théorie de l'inflation éternelle) mais se ralentissant en différents endroits, ce qui aboutit à l'apparition d'univers multiples[20]. C'est ainsi que de multiples univers coexistent, chacun issu de son propre Big Bang[21]. À la différence du multivers de niveau 1, ces multivers peuvent avoir des lois physiques différentes. Voir Gabriele Veneziano.  Ainsi le physicien Leonard Susskind parle de  « paysage » cosmique[12] : il entend par là qu’existe comme un paysage embrassant de multiples possibilités d’univers, avec des constantes fondamentales et des lois physiques différentes. On parle de « mousse d'univers » ou de multivers en « bulles de champagne », parce qu'à tout moment apparaissent des univers, qui vont se déployer puis disparaître, comme des bulles. Il faudrait rattacher à ce second niveau la conception du multivers telle que la propose la théorie des branes issue de la théorie des cordes ; dans cette théorie, il est possible qu'une infinité d'univers à quatre dimensions coexistent sur des branes différentes, de la même façon que des pages d'un livre coexistent sans intersection, les forces fondamentales ne s'exerçant qu'au sein d'une même brane. Si la gravitation constitue l'exception, il serait possible, théoriquement, de détecter les autres univers par cette interaction.
3. Le multivers de niveau 3 est celui d'Hugh Everett, où l'univers (ainsi que l'observateur lui-même) fourche à chaque observation d'état quantique sans que les lois fondamentales en soient changées. Cette interprétation offre une solution au problème de la mesure (illustré par le paradoxe du chat de Schrödinger). Cependant, le nom d'« univers multiples » associé parfois à cette théorie est trompeur : dans l'interprétation d'Everett, il n'y a jamais qu'un seul univers, qui se scinde en plusieurs portions ne pouvant guère interagir les unes avec les autres (sauf cas particulier comme les fentes de Young) en raison du phénomène de décohérence quantique. Les conséquences macroscopiques de l'existence de ces différentes portions sont encore aujourd'hui impossibles à mesurer. Quant aux termes « univers parallèles », ils sont ici impropres, tous ces univers ayant par construction un point commun dans le temps (à moins d'admettre le sous-entendu implicite à partir du point de scission). Ce multivers de niveau 3 tel que le propose Everett est un multivers totalement différent des précédents, puisque qu’inclus au sein d’un espace appelé espace de Hilbert de dimension infinie.
4. Enfin, le multivers de niveau 4 contient la notion de multivers constitué de structures mathématiques variées[22], c'est-à-dire l’hypothèse d'univers qui ne seraient que mathématiques (l’hypothèse de l’univers mathématique). Il n’y a pas de matière « solide » ultime, mais seulement des rapports mathématiques qui engendrent la réalité[23].

Si plusieurs physiciens, comme David Deutsch, s'emploient à trouver des moyens de confirmer ou d'infirmer cette existence du multivers, la littérature de science-fiction y avait très tôt trouvé un vaste thème à exploiter, souvent combiné avec celui du voyage temporel.

## Un modèle explicatif
En physique, l'hypothèse du multivers (appelé aussi « univers multiples ») est un modèle cosmologique dont l'une des fonctions est de résoudre le problème de la mesure quantique, dans le cadre de la physique des particules élémentaires. Ce modèle s'inscrit  dans un programme d'unification des deux grandes théories de la physique : la relativité générale et la physique quantique.

### Un modèle d'explication de la superposition des états quantiques
Pour décrire et prédire le comportement d'une particule élémentaire, tout ce qu'on peut faire c'est calculer la probabilité selon laquelle une des possibilités d'entrer dans un certain état sera réalisée. La somme des probabilités s'appelle la fonction d'onde de la particule, et elle est calculée pour l'électron par la fameuse équation de Schrödinger. Selon l'interprétation dite de Copenhague, l'électron se trouve simultanément dans toutes les positions décrites par l'équation, dans ce qu'on appelle une superposition d'états, jusqu'au moment où on essaie de l'observer. À cet instant-là, la fonction d'onde s'effondre, et on trouve l'électron dans une position déterminée. 
Pour les avocats de l'idée des univers parallèles, comme Everett, il n'y a pas d'effondrement de la fonction d'onde. Toutes les possibilités sont réalisées, mais chacune dans un monde différent. Dans cette interprétation, à chaque interaction entre un observateur et une particule — qui est dans une superposition d'état — des univers parallèles se créent contenant chacun un des états possibles et une « copie de l'observateur ». Ces interactions, abondantes, entraîneraient donc une multitude d'univers sans lien possible entre eux créant par là même autant de futurs.
D'après le physicien David Deutsch, dans The Structure of the Multiverse (2002), le postulat de mondes parallèles nous permet non seulement de décrire, mais encore d'expliquer les résultats de l'expérience des Fentes de Young. L'image en forme d'onde créée par les photons est due à un effet d'interférence en provenance de mondes parallèles. Quand le photon passe par une fente, il entre en interférence avec un photon invisible (pour nous) qui passe par l'autre fente dans un monde parallèle, et cette interférence détermine sa trajectoire.

### Une réponse à l'énigme du principe anthropique
Certains modèles du multivers peuvent expliquer les énigmes de la cosmologie associées à ce qu'il est désormais convenu d'appeler le principe anthropique, principe selon lequel les paramètres physiques originels de l'univers ont été très finement réglés afin de rendre possible la vie et la conscience sur au moins une planète. Si, en effet, il existe des univers dans lesquels chaque éventualité se produit, on peut admettre alors qu'il existe au moins un univers où l'éventualité de l'existence d'êtres vivants et conscients, comme nous, a pu se produire. C'est cette fonction explicative du multivers qui a été la plus médiatisée, car elle répond aux attentes d'un certain public qui est en demande d'une explication rationnelle de l'émergence de la vie « intelligente » sur Terre qui soit compatible avec toutes les données scientifiques.

### Explication de l'accélération de l’expansion de notre univers
Pour expliquer le phénomène de l'accélération de l'expansion de notre univers certains modèles utilisent le concept d'énergie noire. Cette énergie, que les recherches n'ont pas encore permis d'identifier, serait dissimulée à l'intérieur de notre univers. Le modèle du multivers expliquerait le phénomène d'accélération par un apport énergétique provenant de l'attraction gravitationnelle d'univers extérieurs au nôtre[réf. souhaitée].

### Explication de la flèche du temps
La flèche du temps, orientée du passé vers le futur, est associée à l’augmentation de l’entropie de l’Univers. Pour que cette dernière puisse augmenter, il faut que l’Univers ait connu, au moment du Big Bang, une entropie très faible (et même extraordinairement faible) ; c’est l’hypothèse du passé de David Albert. Selon Sean Carroll, le processus le plus vraisemblable qui ait pu produire cette entropie très faible dans notre Univers observable est la naissance d’un bébé univers (« notre » Univers primordial, justement), dont l’entropie est par essence très faible, à partir d’une fluctuation dans un univers mature d’entropie quelconque. Un grand nombre d’autres bébés univers ont pu se former de la même manière, l’ensemble constituant une variété de multivers.

## Un modèle prédictif

### Prédiction d'une constante cosmologique non nulle
Dans les années 1980, beaucoup de cosmologistes pensaient que la constante cosmologique, dont les données montraient qu'elle était très faible voire nulle, devait être en fait rigoureusement nulle pour une raison restant à découvrir. Cependant, Steven Weinberg remarqua que l'hypothèse du multivers combinée au principe anthropique prédisait dans notre portion d'univers une constante cosmologique certes très faible, permettant à un univers complexe d'exister assez longtemps pour qu'une civilisation se développe, mais pas forcément nulle.
Or en 1998, la découverte de l'accélération de l'expansion de l'Univers relance l'idée d’une constante cosmologique non nulle en accord avec la prédiction de Weinberg, et vient donc corroborer l'hypothèse du multivers.

## Démontrabilité de l'existence d'un multivers
Les différents modèles et hypothèses de multivers rendent fondamentalement très difficile d'effectuer des prédictions scientifiques effectivement testables, car par définition les « autres univers » d'un multivers sont tout ce que nous ne pouvons ni voir ni mesurer directement. En effet, si ces autres univers étaient observables ou mesurables, voire visitables, ils feraient partie de notre univers. Il se pose donc le problème de savoir comment les hypothèses de multivers peuvent être démontrées ou réfutées, en faisant de véritables hypothèses scientifiques.
Cependant, si on considère que les différentes hypothèses de multivers ne sont pas des théories en soi mais, en quelque sorte, des conséquences d'autres théories — qui elles sont réfutables —, elles restent significatives même si elles ne sont pas réfutables.

Selon Sean Carroll , 

« La prédiction que nous vivons dans un multivers est, pour autant que l’on sache, impossible à tester (bien que, qui sait ? Les scientifiques ont souvent trouvé des idées remarquablement astucieuses). Mais là n’est pas la question. Le multivers fait partie d’une structure plus grande et plus générale. La question n’est pas « Comment peut-on tester s’il y a un multivers ? » mais « Comment peut-on tester les théories qui prédisent que le multivers existe ? » »